# Коулс, Джоанн
Джоан Коулс (англ. Joanne Coles; 25 июня 1992, Дерби, Великобритания) — британская мототриалистка, бронзовый призёр чемпионата мира по мототриалу среди женщин 2010 года, 3-кратная победительница «Триала Наций» в составе команды Великобритании, чемпионка Великобритании 2010 года.

## Спортивная карьера
Джоан Коулс дебютировала в Чемпионате мира по мототриалу в 2008 году в возрасте 16 лет и практически сразу начала выступать на высоком уровне, регулярно заканчивая заезды на подиуме. Наибольшего успеха в мировом первенстве она добилась в 2010 году, заняв 3-е место и уступив лишь Лайе Санс и Ребеке Кук. Также Джоан Коулс была частью команды Великобритании, 3 раза выигрывавшей «Триал Наций» (2009, 2013, 2014).
В 2010 году Джоан Коулс с первой попытки выиграла Чемпионат Великобритании.
Коулс завершила карьеру в триале после сезона 2014 года.

## Результаты выступлений в Чемпионате мира по мототриалу среди женщин
| Год  | Мотоцикл | 1     | 2        | 3     | 4      | 5      | Место | Очки    |
| ---- | -------- | ----- | -------- | ----- | ------ | ------ | ----- | ------- |
| 2008 | Sherco   | LUX   | ESP Сход | AND 4 |        |        | 11    | 13      |
| 2009 | Gas Gas  | AND 3 | FRA 4    | ITA 5 |        |        | 4     | 28 (39) |
| 2010 | Gas Gas  | FRA 2 | CZE 3    | POL 3 |        |        | 3     | 32 (47) |
| 2013 | Gas Gas  | AND1  | AND2     | FRA1  | FRA2   | FRA3 3 | 16    | 15      |
| 2014 | Gas Gas  | BEL   | ESP1     | ESP2  | AND 12 |        | 18    | 4       |

## Результаты выступлений в Чемпионате Европы по мототриалу среди женщин
| Год  | Мотоцикл | 1        | 2        | 3      | Место | Очки |
| ---- | -------- | -------- | -------- | ------ | ----- | ---- |
| 2006 | Sherco   | FRA 18   | ITA Сход | ESP    | -     | 0    |
| 2007 | Sherco   | ESP 9    | ITA 7    | NOR 11 | 8     | 21   |
| 2008 | Sherco   | FRA 4    | ITA 4    | CZE 4  | 4     | 39   |
| 2009 | Gas Gas  | POL Сход | ITA      | CZE    | -     | 0    |
| 2010 | Gas Gas  | ITA 3    | AND 2    | CZE 2  | 2     | 49   |